# Bovenste Gulpha

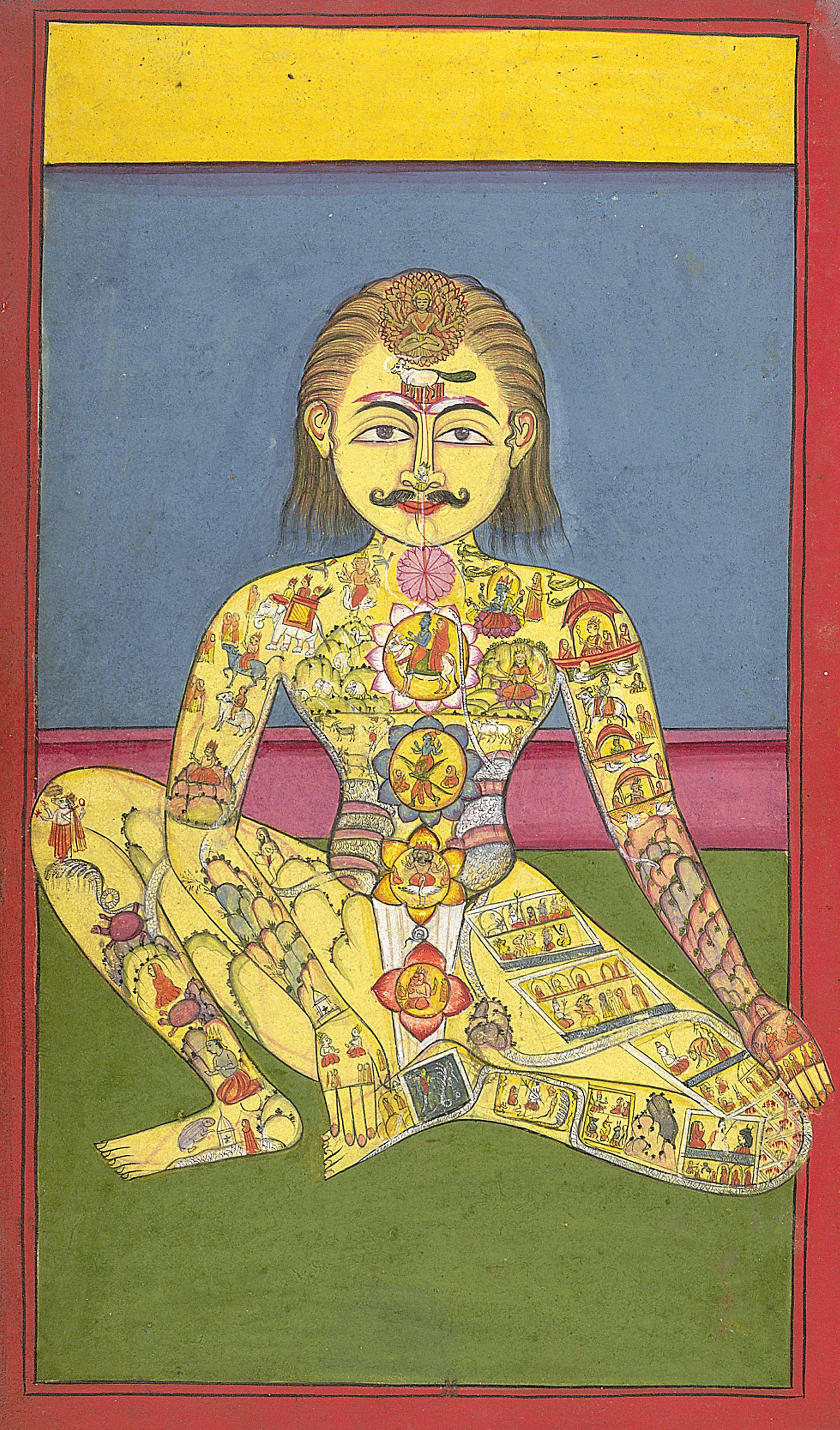
oude Tibetaanse kaart met de 7 Chakra's en de belangrijkste marmapunten

Bovenste Gulpha (Bovenste Gulpha-punt) is een marmapunt gelegen op de voet. Marmapunten worden in Oosterse filosofieën gebruikt bij massage, yoga, reflexologie en reiki. Men gelooft dat een marmapunt op een nadi ligt en zo een uitwerking kan hebben op een bepaald lichaamsdeel, proces of emotie
| Bovenste Gulpha | |
| --------------- | --- |
| Positie         | Bovenste Gulpha is gelegen op de binnenkant van de scheen, ongeveer zeven vingerbreedten boven de enkel |
| Functie         | dit punt heeft invloed op het mannelijke voortplantingssysteem                                          |
| Bijzonderheden  | dit punt komt alleen bij mannen voor                                                                    |

## Overige marmapunten
Naar schatting zijn er 62.000 marmapunten in het lichaam. De belangrijkste 52 zijn: